# Serie A (Italia) 1984-85
La Serie A 1984–85 fue la 83.ª edición del campeonato de fútbol de más alto nivel en Italia y la 53.ª bajo el formato de grupo único. Hellas Verona ganó su primer y único scudetto. Ascoli, Lazio y Cremonese descendieron a la Serie B.

## Equipos participantes
| Equipo         | Ciudad        | Estadio               |
| -------------- | ------------- | --------------------- |
| Ascoli         | Ascoli Piceno | Cino e Lillo Del Duca |
| Atalanta       | Bérgamo       | Comunale de Bérgamo   |
| Avellino       | Avellino      | Partenio              |
| Como           | Como          | Giuseppe Sinigaglia   |
| Cremonese      | Cremona       | Giovanni Zini         |
| Fiorentina     | Florencia     | Comunale de Florencia |
| Internazionale | Milán         | Giuseppe Meazza       |
| Juventus       | Turín         | Comunale de Turín     |
| Lazio          | Roma          | Olímpico de Roma      |
| Milan          | Milán         | San Siro              |
| Napoli         | Nápoles       | San Paolo             |
| Roma           | Roma          | Olímpico de Roma      |
| Sampdoria      | Génova        | Luigi Ferraris        |
| Torino         | Turín         | Comunale de Turín     |
| Udinese        | Údine         | Friuli                |
| Verona         | Verona        | Marcantonio Bentegodi |

## Clasificación
| Pos. | Equipo         | Pts. | PJ | G  | E  | P  | GF | GC | Dif. | Clasificación                                |
| ---- | -------------- | ---- | -- | -- | -- | -- | -- | -- | ---- | -------------------------------------------- |
| 1    | Verona (C)     | 43   | 30 | 15 | 13 | 2  | 42 | 19 | +23  | Clasificado a la Copa de Campeones de Europa |
| 2    | Torino         | 39   | 30 | 14 | 11 | 5  | 36 | 22 | +14  | Clasificado a la Copa de la UEFA             |
| 3    | Internazionale | 38   | 30 | 13 | 12 | 5  | 42 | 28 | +14  | Clasificado a la Copa de la UEFA             |
| 4    | Sampdoria      | 37   | 30 | 12 | 13 | 5  | 36 | 21 | +15  | Clasificado a la Recopa de Europa            |
| 5    | Milan          | 36   | 30 | 12 | 12 | 6  | 31 | 25 | +6   | Clasificado a la Copa de la UEFA             |
| 6    | Juventus       | 36   | 30 | 11 | 14 | 5  | 48 | 33 | +15  | Clasificado a la Copa de Campeones de Europa |
| 7    | Roma           | 34   | 30 | 10 | 14 | 6  | 33 | 25 | +8   |                                              |
| 8    | Napoli         | 33   | 30 | 10 | 13 | 7  | 34 | 29 | +5   |                                              |
| 9    | Fiorentina     | 29   | 30 | 8  | 13 | 9  | 33 | 31 | +2   |                                              |
| 10   | Atalanta       | 28   | 30 | 5  | 18 | 7  | 20 | 32 | −12  |                                              |
| 11   | Como           | 25   | 30 | 6  | 13 | 11 | 17 | 27 | −10  |                                              |
| 12   | Udinese        | 25   | 30 | 10 | 5  | 15 | 43 | 46 | −3   |                                              |
| 13   | Avellino       | 25   | 30 | 7  | 11 | 12 | 27 | 33 | −6   |                                              |
| 14   | Ascoli (D)     | 22   | 30 | 4  | 14 | 12 | 24 | 40 | −16  | Descenso a Serie B                           |
| 15   | Lazio (D)      | 15   | 30 | 2  | 11 | 17 | 16 | 45 | −29  | Descenso a Serie B                           |
| 16   | Cremonese (D)  | 15   | 30 | 4  | 7  | 19 | 22 | 48 | −26  | Descenso a Serie B                           |

 Fuente: BDFutbol
Notas:
1. ↑  La Juventus ganó su clasificación a la Copa de Campeones de Europa 1985-86 como campeón defensor de la competición.

|               |
| Campeón       |
| Hellas Verona |
| 1º título     |

## Resultados
| Local \ Visitante | ASC | ATA | AVE | COM | CRE | FIO | INT | JUV | LAZ | MIL | NAP | ROM | SAM | TOR | UDI | VER |
| ----------------- | --- | --- | --- | --- | --- | --- | --- | --- | --- | --- | --- | --- | --- | --- | --- | --- |
| Ascoli            | —   | 0–0 | 2–2 | 1–0 | 3–2 | 2–1 | 1–1 | 1–1 | 0–0 | 0–1 | 1–1 | 0–0 | 2–0 | 2–2 | 0–1 | 1–3 |
| Atalanta          | 0–0 | —   | 3–3 | 1–0 | 1–0 | 2–2 | 1–1 | 1–1 | 1–0 | 1–0 | 1–0 | 0–0 | 0–0 | 0–0 | 0–1 | 1–1 |
| Avellino          | 2–0 | 1–1 | —   | 1–1 | 2–0 | 0–0 | 0–0 | 0–0 | 1–0 | 0–0 | 0–1 | 0–0 | 2–1 | 1–3 | 4–1 | 2–1 |
| Como              | 1–0 | 0–0 | 2–1 | —   | 1–0 | 0–0 | 0–0 | 0–0 | 1–0 | 0–0 | 1–1 | 0–0 | 0–0 | 0–0 | 2–0 | 0–0 |
| Cremonese         | 2–0 | 0–0 | 0–0 | 2–0 | —   | 1–1 | 1–2 | 1–3 | 1–1 | 0–1 | 1–1 | 0–5 | 1–1 | 2–1 | 2–0 | 0–2 |
| Fiorentina        | 1–1 | 5–0 | 1–0 | 2–1 | 1–1 | —   | 1–1 | 0–0 | 3–0 | 0–0 | 0–1 | 1–0 | 0–3 | 0–0 | 3–1 | 1–3 |
| Internazionale    | 5–1 | 1–0 | 2–1 | 1–0 | 2–0 | 1–0 | —   | 4–0 | 1–0 | 2–2 | 2–1 | 0–0 | 2–0 | 1–1 | 1–0 | 0–0 |
| Juventus          | 2–2 | 5–1 | 2–1 | 2–0 | 5–1 | 1–2 | 3–1 | —   | 1–0 | 1–1 | 2–0 | 1–1 | 1–1 | 1–2 | 3–2 | 1–1 |
| Lazio             | 0–0 | 1–1 | 0–1 | 3–2 | 2–1 | 0–1 | 1–1 | 3–3 | —   | 0–1 | 1–1 | 1–1 | 0–3 | 0–0 | 1–4 | 0–1 |
| Milan             | 2–1 | 2–2 | 2–0 | 0–2 | 2–1 | 1–1 | 2–1 | 3–2 | 2–0 | —   | 2–1 | 2–1 | 0–1 | 0–1 | 2–2 | 0–0 |
| Napoli            | 1–1 | 1–0 | 0–0 | 3–0 | 1–0 | 1–0 | 3–1 | 0–0 | 4–0 | 0–0 | —   | 1–2 | 1–1 | 2–1 | 4–3 | 0–0 |
| Roma              | 3–1 | 1–1 | 1–0 | 1–1 | 3–2 | 2–1 | 4–3 | 1–1 | 0–0 | 0–1 | 1–1 | —   | 1–1 | 1–0 | 2–1 | 0–0 |
| Sampdoria         | 2–0 | 3–0 | 1–0 | 1–0 | 1–0 | 2–0 | 1–2 | 1–1 | 2–2 | 2–1 | 0–0 | 3–0 | —   | 2–2 | 1–0 | 1–1 |
| Torino            | 1–0 | 0–0 | 2–0 | 3–1 | 1–0 | 2–2 | 1–1 | 0–2 | 1–0 | 2–0 | 3–0 | 1–0 | 1–1 | —   | 1–0 | 1–2 |
| Udinese           | 1–1 | 2–0 | 2–0 | 4–1 | 2–0 | 2–2 | 2–1 | 0–3 | 5–0 | 1–1 | 2–2 | 0–2 | 1–0 | 0–1 | —   | 3–5 |
| Verona            | 2–0 | 1–1 | 4–2 | 0–0 | 3–0 | 2–1 | 1–1 | 2–0 | 1–0 | 0–0 | 3–1 | 1–0 | 0–0 | 1–2 | 1–0 | —   |

## Goleadores
| Jugador              | Jugador              | Goles | Equipo         |
| -------------------- | -------------------- | ----- | -------------- |
| Bandera de Francia   | Michel Platini       | 18    | Juventus       |
| Bandera de Italia    | Alessandro Altobelli | 17    | Internazionale |
| Bandera de Argentina | Diego Maradona       | 14    | Napoli         |
| Bandera de Italia    | Massimo Briaschi     | 12    | Juventus       |
| Bandera de Argentina | Daniel Bertoni       | 11    | Napoli         |
| Bandera de Italia    | Giuseppe Galderisi   | 11    | Hellas Verona  |
| Bandera de Alemania  | Hans-Peter Briegel   | 9     | Hellas Verona  |
| Bandera de Italia    | Aldo Serena          | 9     | Torino         |
| Bandera de Italia    | Pietro Paolo Virdis  | 9     | Milan          |
| Bandera de Dinamarca | Preben Elkjær Larsen | 8     | Hellas Verona  |